# Pygoderma
Genre
Pygoderma est un genre de mammifères chiroptères (chauves-souris) de la famille des Phyllostomidae.

## Liste des espèces
- Pygoderma bilabiatum (Wagner, 1843)